# La Bonne Cuisine
La Bonne Cuisine, quatre recettes pour voix et piano, est un cycle de quatre courtes mélodies composées en langue française par Leonard Bernstein en 1947. La pièce, dédiée à la chanteuse Jennie Tourel, a été créée à l’Hôtel de ville de New York le 10 octobre 1948 par la mezzo-soprano Marion Bell et le pianiste Edwin McArthur. La durée d'exécution est d'environ 4 minutes

## Composition
Pour son deuxième cycle de mélodies, Léonard Bernstein choisit de mettre en musique 4 recettes de cuisine tirées du fameux ouvrage La bonne cuisine française, manuel guide de la cuisinière et de la maîtresse de maison d’Emile Dumont, paru en 1873. Expliquant que "les ménagères honnêtes, intelligentes, économes, laborieuses, expérimentés sont fort rares", Emile Dumont envisage avec cet ouvrage, "de les diriger où l'on risque de mourir de faim".
En 1947, Bernstein prend un malin plaisir à parodier cette œuvre stéréotypée et utilise l'humour comme un efficace instrument de dérision. Le cycle raconte ainsi le cauchemar d’une épouse aux fourneaux qui tente de tenir son rôle de parfaite maîtresse de maison.
La décision excentrique du compositeur de composer ce cycle à partir d’un ensemble de recettes laisse l’interprète sans les marqueurs poétiques traditionnels qu’il utilise habituellement pour interpréter et exécuter des mélodies. Le haut niveau de technicité de la partition associé au vocabulaire trivial culinaire amplifie encore d'avantage le caractère comique.

## Les quatre mélodies
Les quatre recettes ont été composées pour voix haute et voix moyenne. Elles s'enchaînent de la façon suivante:
1. Plum Pudding: Allegro molto; matematico à 4/4
  - voix haute (Mi3-La4)
  - voix moyenne (Ré3-Sol4)
2. Queue de Boeuf: Allegretto à 6/8
  - voix haute (Do3-La4)
  - voix moyenne (Si2-Sol4)
3. Tavouk Gueunksis: Adagio à 4/4
  - voix haute (Ré3-Fa4)
  - voix moyenne (Si2-Mi4)
4. Civet à toute vitesse: Presto à 4/8
  - voix haute (Si2-Mi4)
  - voix moyenne (La2-Ré4)

## Textes

### 1. Plum Pudding
Deux cents cinquante grammes de raisins de Malaga,

deux cents cinquante grammes de raisins de Corinthe,

Deux cents cinquante grammes de graisse de rognon de bœuf,

et cent vingt-cinq grammes de mie de pain émiettée,

Soixante grammes de sucre en poudre ou de cassonade,

un verre de lait; un demi verre de rhum ou d’eau-de-vie;

trois œufs; un citron!

Muscade, gingembre, cannelle en poudre,

mélangés, (en tout la moitié d’une cuillère à café)

Sel fin la moitié d’une cuillère à café.

### 2. Queue de Bœuf
La queue de boeuf n’est pas un mets à dédaigner.

D’abord avec assez de queues de boeuf,

on peut fair’ un pot-au-feu passable.

Les queues qui ont servi à faire le pot-au-feu peuv’nt être mangées,

panées, et grillées, et servies avec une sauce piquante ou tomate.

La queue de boeuf n’est pas un mets à dédaigner.

### 3. Tavouk Gueunksis
Tavouk Gueunksis, poitrine de poule;

Fait’ bouillir une poul’,

dont vous prendrez les blancs;

vous les pilerez de façon à ce qu’ils se mett’ en charpie.

Puis mêles-lez, mêles-lez avec une bouillie,

comme celle ci-dessus, comme celle ci-dessus du Mahallebi.

Tavouk Gueunksis, poitrine de poule.

### 4. Civet à toute vitesse
Lorsque on sera très pressé,

voici un’ manière de confectionner, un civet de lièvre que je recommande!

Dépecez le lièvre comme pour le civet ordinaire :

Mettez-le dans une casserole ou chaudron avec son sang et son foie écrasé!

Un’ demi-livre de poitrine de porc, (coupée en morceaux);

une vingtaine de petits oignons, (un peu de sel et poivre);

un litre et demi de vin rouge.

Fait’ bouillir à tout’ vitesse.

Au bout de quinze minutes environ, lorsque la sauce est réduite de moitié,

approchez un papier enflammé, de manière à mettre le feu au ragoût.

Lorsqu’il sera éteint, liez la sauce avec un’ demi-livre de beurre manié de farine.

Servez.